# Masaji Honda
Masaji Honda, ibland stavat Masazi Honda, född 20 januari 1897, död 1 juli 1984, var en japansk botaniker. Han var professor vid Tokyos universitet.
Auktorsnamnet Honda kan användas för Masaji Honda i samband med ett vetenskapligt namn inom botaniken; se Wikipediaartiklar som länkar till auktorsnamnet.
Han intresserade sig särskilt för ormbunksväxter och fröväxter, och har enligt IPNI beskrivit 708 arter.